# نگچیچ-دوور
نگچیچ-دوور (به لاتین: Nieciecz-Dwór) یک روستا در لهستان است که در گمینا سابنگه واقع شده‌است. نگچیچ-دوور ۱۸۰ نفر جمعیت دارد.